# Waldemar Christofer Brøgger
Waldemar Christofer Brøgger (Oslo, 1851 – Oslo, 1940) è stato un geologo norvegese.
Diede contributi fondamentali alla petrologia, soprattutto coi suoi studi comparativi tra le rocce ignee permiane dell’area di Oslo e le rocce ignee del Tirolo meridionale. Studiò all’Università di Christiania (l’odierna Universitet i Oslo). Dal 1881 al 1890 fu professore di mineralogia e geologia all’Università di Stoccolma (Stockholms universitet), e dal 1890 al 1916 fu professore di mineralogia e paleontologia a Christiania.